# François-Jean Pelletier
Pour les articles homonymes, voir Pelletier (homonymie).
François-Jean Pelletier (17 novembre 1863-15 décembre 1945) fut un marchand et homme politique fédéral du Québec.

## Biographie
Né à Sainte-Anne-de-la-Pocatière dans le Bas-Saint-Laurent, il effectua ses études au Collège de Sainte-Anne-de-la-Pocatière. Après avoir complété sa scolarité, il travailla comme commis et assistant maître des postes à Matane. En 1881, il est embauché par le Canadien pacifique en tant qu'agent de station et opérateur télégraphique. Il est parti s'installer dans le Montana en 1884, où il travailla comme libraire et contremaître dans la Montana Meat Company et comme employé de la Armour Packing and Provision Company. De 1899 à 1901, il représenta le Comté de Silver Bow à la Législature du Montana. 
De retour dans la région de Matane, il devient député du Parti libéral du Canada dans la circonscription de Matane en 1917. Réélu en 1921, il ne se représenta pas en 1925. Lors de ses deux victoires électorales, il défit le conservateur et député sortant de Rimouski, Herménégilde Boulay. Il est mort à Matane le 15 décembre 1945.